# Stopy miedzi
Stopy miedzi – stopy metali, w których głównym składnikiem jest miedź.
Wyjątkiem są tylko stopy srebra i złota, które nawet jeśli zawierają tylko 10% jakiegoś z nich nazywa się już stopami tych metali, mimo że zawierają głównie miedź. W zależności od przeznaczenia, stopy miedzi dzielą się na odlewnicze i do przeróbki plastycznej.
- Brązy są stopami miedzi, w których głównym składnikiem stopowym ponad 2% jest: cyna, aluminium, mangan, krzem, beryl, ołów i inne. W zależności od głównego składnika stopowego nosi taką nazwę np. brąz krzemowy, brąz ołowiowy itp.[1]
- Mosiądze – ich głównym składnikiem stopowym jest cynk w ilości do ok. 40%. Dzielą się na mosiądze odlewnicze i do przeróbki plastycznej, które z kolei dzielą się na dwuskładnikowe i wieloskładnikowe, wśród których wyróżnia się mosiądze ołowiowe i bezołowiowe[potrzebny przypis].
- Miedzionikle są przerabianymi plastycznie stopami miedzi, w których głównym składnikiem stopowym jest nikiel w ilości powyżej 2%. Cechą szczególną miedzionikli jest odporność na ścieranie i korozję oraz dobra plastyczność, która umożliwia wytwarzanie z nich np. monet (MN25)[potrzebny przypis].
- Spiże są stopami miedzi z cyną (11%), cynkiem (2–7%) i ołowiem (2–6%). Mają dużą wytrzymałość[2].
- Stopy oporowe miedzi są stopami miedzi z niklem (do 41%), cynkiem (do 28%), manganem (do 13%), aluminium (do 3,6%) i żelazem (do 1,5%). Charakteryzują się stosunkowo wysokim oporem elektrycznym (rezystywnością) i małym współczynnikiem cieplnym oporu[potrzebny przypis].
- Miedź stopowa jest to główna grupa stopowa miedzi, zawierająca nie więcej niż 2% głównego dodatku stopowego. Znormalizowane gatunki obejmują miedź arsenową, chromową, cynową, kadmową, manganową, krzemowo-manganową, niklową, siarkową, srebrową, tellurową i cyrkonową[1].
- Stopy wstępne miedzi są pomocniczymi, dwu- lub trójskładnikowymi stopami, wytwarzanymi w celu ułatwienia wprowadzenia dodatków stopowych lub technologicznych (odtlenianie). Stop zawierający 50% Al stosowany jest jako dodatek stopowy przy produkcji brązów i mosiądzów aluminiowych, stop zawierający 12% fosforu — jako dodatek stopowy lub jako odtleniacz[potrzebny przypis].